# The Eminem Show
The Eminem Show is het vierde album (derde mainstream album) van rapper Eminem onder contract bij Aftermath Entertainment, het label van zijn mentor Dr. Dre, die ook aan dit album heeft meegewerkt.
Het was met 7,6 miljoen platen het bestverkochte album van 2002 in de VS. Wereldwijd gingen er in totaal meer dan 19 miljoen albums over de toonbank. Het tijdschrift Rolling Stone plaatste The Eminem Show als 317e op de lijst van de 500 greatest albums of all time. Ook de singles "Without Me", "Cleanin' Out My Closet", "Sing for the Moment" en "Business" presteerden redelijk tot zeer goed.

## Nummers
| Nr. | Titel                    | Producer(s)           | Gast(en)    | Duur |
| --- | ------------------------ | --------------------- | ----------- | ---- |
| 1   | "Curtains Up" (skit)     |                       |             | 0:29 |
| 2   | "White America"          | Eminem                |             | 5:24 |
| 3   | "Business"               | Dr. Dre & Eminem      |             | 4:11 |
| 4   | "Cleanin' Out My Closet" | Eminem & Jeff Bass    |             | 4:57 |
| 5   | "Square Dance"           | Eminem                |             | 5:23 |
| 6   | "The Kiss" (skit)        |                       |             | 1:15 |
| 7   | "Soldier"                | Eminem & Steve Berman |             | 3:46 |
| 8   | "Say Goodbye Hollywood"  | Eminem                |             | 4:32 |
| 9   | "Drips"                  | Eminem                | Obie Trice  | 4:45 |
| 10  | "Without Me"             | Eminem                |             | 4:50 |
| 11  | "Paul Rosenberg" (skit)  |                       |             | 0:22 |
| 12  | "Sing for the Moment"    | Eminem                |             | 5:39 |
| 13  | "Superman"               | Eminem                | Dina Rae    | 5:50 |
| 14  | "Hailie's Song"          | Eminem                |             | 5:20 |
| 15  | "Steve Berman" (skit)    |                       |             | 0:33 |
| 16  | "When the Music Stops"   | Eminem                | D12         | 4:29 |
| 17  | "Say What You Say"       | Dr. Dre               | Dr. Dre     | 5:09 |
| 18  | "'Till I Collapse"       | Eminem                | Nate Dogg   | 4:57 |
| 19  | "My Dad's Gone Crazy"    | Dr. Dre               | Hailie Jade | 4:27 |
| 20  | "Curtains Close" (skit)  |                       |             | 1:01 |